# Unione Sportiva Pro Italia Galatina 1986-1987
Questa voce raccoglie le informazioni riguardanti  l'Unione Sportiva Pro Italia Galatina nelle competizioni ufficiali della stagione 1986-1987.

## Rosa
| N. |                   | Ruolo | Calciatore           |
| -- | ----------------- | ----- | -------------------- |
|    | Italia (bandiera) | C     | Renato Acanfora      |
|    | Italia (bandiera) | P     | Roberto Aluisi       |
|    | Italia (bandiera) | C     | Cosimo Arsenio       |
|    | Italia (bandiera) | C     | Pasqualino Bolis     |
|    | Italia (bandiera) | A     | Simone Cannavò       |
|    | Italia (bandiera) | A     | Giorgio Capoccia     |
|    | Italia (bandiera) | D     | Maurizio Capone      |
|    | Italia (bandiera) | C     | Giuseppe Contaldo    |
|    | Italia (bandiera) | D     | Luigi De Canio       |
|    | Italia (bandiera) | D     | Giuseppe Dongiovanni |
|    | Italia (bandiera) | C     | Diego Favonio        |
|    | Italia (bandiera) | D     | Silvano Fiorucci     |
|    | Italia (bandiera) | A     | Cosimo Francioso     |

| N. |                   | Ruolo | Calciatore            |
| -- | ----------------- | ----- | --------------------- |
|    | Italia (bandiera) | D     | Salvatore Galati      |
|    | Italia (bandiera) | D     | Giuseppe Giovannico   |
|    | Italia (bandiera) |       | Maniglio              |
|    | Italia (bandiera) | D     | Antonello Notaro      |
|    | Italia (bandiera) | D     | Carmelo Quaranta (II) |
|    | Italia (bandiera) | C     | Raffaele Quaranta (I) |
|    | Italia (bandiera) | D     | Crocefisso Quarta     |
|    | Italia (bandiera) | P     | Domenico Torre        |
|    | Italia (bandiera) | D     | Mauro Valentino       |
|    | Italia (bandiera) | D     | Paolo Vigneri         |
|    | Italia (bandiera) | C     | Emanuele Vincenti     |
|    | Italia (bandiera) | A     | Costantino Zuccarini  |